# 나카타니 기요시
나카타니 기요시(일본어: 中谷 喜代志, 1991년 5월 7일~)는 일본의 축구 선수이다.

## 구단 경력
그는 2016년 일본 풋볼 리그의 FC 오사카에 입단했다. 2018년 반라우레 하치노헤로 이적했다. 2018년 일본 풋볼 리그 3위를 기록하여 J3리그로 승격했다. 2021년부터 2022년까지 본즈 이치하라에서 뛰었다.